# Red Internacional de Universidades del Regnum Christi
La Red Internacional de Universidades del Regnum Christi (Regnum Christi International Universities en idioma inglés), es una red de universidades privadas sostenidas por la congregación religiosa católica de los Legionarios de Cristo y la Federación Regnum Christi. Está formada por las universidades de la red de Universidades Anáhuac de México junto a otras ubicadas en Chile, España, Italia y Estados Unidos. Debe diferenciarse de la Red de Universidades Anáhuac, la cual agrupa a todas las universidades del Movimiento Regnum Christi en México.

## Propósito
Creada en 2015, la Red Internacional de Universidades del Regnum Christi (RIU) nace con el compromiso de custodiar y promover la misión evangelizadora del Regnum Christi en todas sus instituciones de educación superior, de forma que las instituciones de educación afiliadas «se comprometan firmemente a robustecer la misión evangelizadora y formativa» de sus universidades fortaleciendo una identidad y un propósito común.

## Universidades
La Regnum Christi International Universities (RIU) está integrada por las siguientes instituciones:
| Países         | Universidades asociadas |
| México         | - Universidad Anáhuac México, Campus Norte y Campus Sur - Universidad Anáhuac Mayab - Universidad Anáhuac Veracruz, Campus Xalapa y Córdoba-Orizaba - Universidad Anáhuac Cancún - Universidad Anáhuac Oaxaca - Universidad Anáhuac Puebla - Universidad Anáhuac Querétaro - Instituto de Estudios Superiores de Tamaulipas - Pontificio Instituto Teológico Juan Pablo II para las Ciencias del Matrimonio y la Familia |
| Chile          | - Universidad Finis Terrae, Santiago de Chile. |
| España         | - Universidad Francisco de Vitoria, Madrid. |
| Estados Unidos | - Divine Mercy University, Sterling (Virginia). |
| Italia         | - Pontificio Ateneo Regina Apostolorum, Roma. - Università Europea di Roma, Roma. |